# Indigofera scarciesii
Indigofera scarciesii là một loài thực vật có hoa trong họ Đậu. Loài này được Scott-Elliot miêu tả khoa học đầu tiên.